# Wolfmüller Gleitflugapparat
Der Wolfmüller Gleitflugapparat ist ein Gleitflugzeug des Flugpioniers Alois Wolfmüller.

## Geschichte
Mit dem Gleitflugapparat führte Alois Wolfmüller (1864–1948) in der Nähe seiner Heimatstadt Landsberg am Lech in den Jahren 1907 und 1908 Flugversuche durch. Er schenkte den Gleiter im Jahre 1934 dem Deutschen Museum. Das fehlende Höhenleitwerk wurde erst 1991 aufgefunden und ist eine Leihgabe des Neuen Stadtmuseums in Landsberg am Lech.
Der Gleiter ist heute in der Flugwerft Schleißheim ausgestellt.

## Konstruktion
1894 erwarb Alois Wolfmüller von Otto Lilienthal einen Normalsegelapparat. Um die Nachteile der Steuerung durch Gewichtsverlagerung zu vermeiden, entwickelte er ein Korsett, das die Bewegungen des Piloten auf dem Sitzbrett auf Seiten-, Höhenruder und drehbare Klappen in den unteren Flügeln überträgt.

## Technische Daten
| Kenngröße    | Daten |
| ------------ | ----- |
| Besatzung    | 1     |
| Länge        | 6,8 m |
| Spannweite   | 6,3 m |
| Höhe         | 2,7 m |
| Flügelfläche | 21 m² |
| Leermasse    | 38 kg |